# Frans Ernst van Salm-Reifferscheid
Frans Ernst van Salm-Reifferscheid (Wenen, 7 juni? 1698 - 1770) was een Zuid-Nederlands bisschop van Oostenrijkse afkomst.
Hij ontving de priesterwijding op 27 oktober 1726. Salm-Reifferscheid werd in november 1731 gekozen tot bisschop van Doornik. Op 23 maart 1732 werd hij tot bisschop gewijd. Hij bleef dit tot hij in 1770 overleed.